# Bój pod Borkowiczami

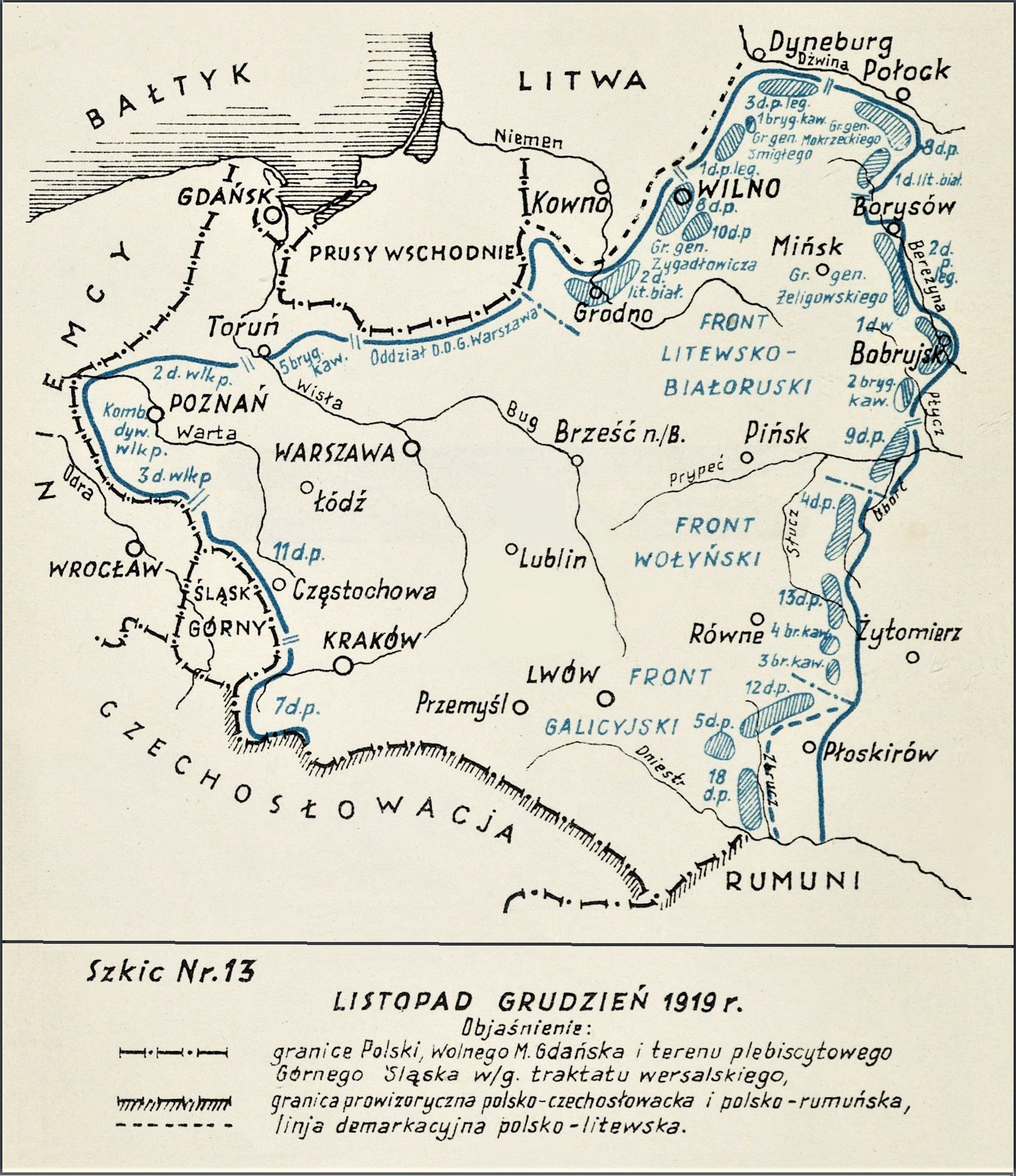
Adam Przybylski,
Wojna Polska 1918–1921

Bój pod Borkowiczami – walki polskiego 29 pułku piechoty z oddziałami sowieckiej 53 Dywizji Strzelców w okresie wojny polsko-bolszewickiej.

## Geneza
Zimą 1919/1920 na froncie polsko-sowieckim odnotowywano tylko działania lokalne. Linia frontu była rozciągnięta od środkowej Dźwiny, wzdłuż Berezyny, Uborci, Słuczy, po Dniestr. Zastój w działaniach wojennych obie strony wykorzystywały na przygotowanie się do decydujących rozstrzygnięć militarnych planowanych na wiosnę i lato 1920.

## Walczące wojska
| Jednostka                 | Dowódca                       | Podporządkowanie      |
| Wojsko Polskie            |                               |                       |
| ⇒ 29 pułk piechoty        | mjr Stefan Walter             | Grupa gen. Lasockiego |
| II/29 pułku piechoty      | kpt. Kazimierz Aleksandrowicz | GW mjr. Waltera       |
| III/29 pułku piechoty     |                               | GW mjr. Waltera       |
| kompania techniczna 29 pp |                               | GW mjr. Waltera       |
| Armia Czerwona            |                               |                       |
| 53 Dywizja Strzelców      | W.I. Akimow                   | 15 Armia              |
| ⇒ 159 Brygada Strzelców   |                               |                       |

## Walki pod Borkowiczami
W listopadzie 1919 29 pułk piechoty obsadzał odcinek frontu nad Dźwiną od Połocka po Dzisnę. Obie strony konfliktu prowadziły tylko walki o znaczeniu lokalnym. Pułk wykonywał cały szereg wypadów za Dzisnę. 3 lutego pułk otrzymał rozkaz  przeprowadzenia wypadu na Borkowicze. Jego celem było zniszczenie torów i urządzeń stacyjnych służących do przeładunku zaopatrzenia dla oddziałów sowieckich.
Nocą z 4 na 5 lutego grupa wypadowa w składzie II i III batalion oraz kompania techniczna 29 pułku piechoty, pod dowództwem mjr. Stefana Waltera, przeprawiła się przez rzekę i nad ranem uderzyła na Borkowicze. Budynki, w których kwaterowali czerwonoarmiści, obrzucono granatami ręcznymi. Zaskoczenie przeciwnika było całkowite. Po krótkiej walce opanowano miejscowość, a po gruntownym zniszczeniu stacji oddział wypadowy wycofał się bez przeszkód na pozycje wyjściowe.

Komunikat prasowy Sztabu Generalnego z 7 lutego 1920 donosił:

Front litewsko-białoruski: W nocy z dnia 5 na 6 b. m. oddziały grupy generała Lasockiego dokonały śmiałego wypadu na północ od Dzisny, w kierunku stacji kolejowej Borkowicze. W rezultacie tej akcji wzięliśmy 200 jeńców, w tem szefa brygady bolszewickiej, 4 karabiny maszynowe i duże zapasy umundurowania, zaprowiantowania i amunicji. Urządzenie kolejowe na stacji Borkowicze zniszczono.

## Bilans walk
Wypad na Borkowicze zakończył się spektakularnym sukcesem. Polacy wzięli do niewoli kwaterujący w miasteczku sztab brygady 53 Dywizji Strzelców wraz z jego ochroną, w sumie 208 żołnierzy. Zdobyto centralę telefoniczną, magazyny mundurowe i prowiantowe. Szczególnie cenną zdobyczą były mapy z dyslokacją jednostek Armii Czerwonej. Sukces przypłacono stratą dwóch poległych i trzech rannych.